# Prva Kutina
Prva Kutina (izvirno srbsko Прва Кутина) je naselje v Srbiji, ki upravno spada pod Občino Niška Banja; slednja pa je del Niškega upravnega okraja.

## Demografija
V naselju živi 1521 polnoletnih prebivalcev, pri čemer je njihova povprečna starost 38,5 let (38,1 pri moških in 38,9 pri ženskah). Naselje ima 598 gospodinjstev, pri čemer je povprečno število članov na gospodinjstvo 3,18.
To naselje je, glede na rezultate popisa iz leta 2002, večinoma srbsko, a v času zadnjih 3 popisov je opazen porast števila prebivalcev.
|  |

| Demografija | Demografija     | Demografija     |
| Leto        | Št. prebivalcev | Št. prebivalcev |
| ----------- | --------------- | --------------- |
|             |                 |                 |
|             |                 |                 |
|             |                 |                 |
|             |                 |                 |
| 1948        | 1032            |                 |
| 1953        | 868             |                 |
| 1961        | 971             |                 |
| 1971        | 1131            |                 |
| 1981        | 1048            |                 |
| 1991        | 1085            | 1061            |
| 2002        | 1960            | 1900            |
|             |                 |                 |

| Etnična sestava po popisu iz leta 2002 | Etnična sestava po popisu iz leta 2002 | Etnična sestava po popisu iz leta 2002 | Etnična sestava po popisu iz leta 2002 | Etnična sestava po popisu iz leta 2002 |
| -------------------------------------- | -------------------------------------- | -------------------------------------- | -------------------------------------- | -------------------------------------- |
| Srbi                                   | Srbi                                   |                                        | 1.837                                  | 96,68%                                 |
| Romi                                   | Romi                                   |                                        | 54                                     | 2,84%                                  |
| Makedonci                              | Makedonci                              |                                        | 2                                      | 0,10%                                  |
| Bolgari                                | Bolgari                                |                                        | 2                                      | 0,10%                                  |
| Črnogorci                              | Črnogorci                              |                                        | 1                                      | 0,05%                                  |
| Hrvati                                 | Hrvati                                 |                                        | 1                                      | 0,05%                                  |
| Neznano                                | Neznano                                |                                        | 0                                      | 0,0%                                   |